# Pseudocellus seacus
Pseudocellus seacus är en spindeldjursart som beskrevs av Norman I. Platnick och Pass 1982. Pseudocellus seacus ingår i släktet Pseudocellus och familjen Ricinoididae. Inga underarter finns listade i Catalogue of Life.